# Rana chensinensis
Rana chensinensis ist eine Froschart aus der Gattung der Echten Frösche, die in Ostasien verbreitet ist. Sie stellt vermutlich einen Artkomplex dar.

## Beschreibung
Die Frösche erreichen eine Gesamtlänge von bis zu 6,4 cm. Die Weibchen sind etwas größer als die Männchen. Der Rücken hat eine braune, olivfarbene oder graue Farbe, oft mit dunklen Flecken und weist Tuberkel auf. Die Unterseite der Hinterbeine und der hintere Bauch sind blass orange-rosa. Die Pupillen stehen waagerecht und die Iris ist blassrosa oder ockergelb. Die Schnauze ist relativ spitz. Die Männchen haben paarige Schallblasen. Die Kaulquappen erreichen eine Gesamtlänge von 4,6 cm. Sie sind braun gefärbt mit dichten braunen Punkten.

## Lebensweise
Die Frösche leben in hügeligen Wäldern, insbesondere in der Nähe von Gewässern. Darüber hinaus kommen sie auch in Sümpfen, an Seeufern und auf landwirtschaftlichen Flächen vor. Sie überwintern unter Wasser in Wasserläufen. Die Paarungszeit liegt je nach Höhen- und Breitenlage zwischen Februar und Juni. Die Laichballen enthalten etwa 800 bis 1500 Eier. Die Kaulquappen ernähren sich vor allem von Algen, Detritus und Gefäßpflanzen, wohingegen die Frösche Wirbellose und insbesondere Gliederfüßer fressen. Bei adulten Fröschen in der Mongolei machen Seeflohkrebse (Gammarus lacustris) einen Großteil der Nahrung aus. Zu ihren Fressfeinden zählt beispielsweise die Halysotter.

## Verbreitungsgebiet und Gefährdungsstatus
Rana chensinensis ist in Zentral- und Nordost-China verbreitet sowie im Osten bis Südosten der Mongolei, wo die Art zwischen 600 und 4000 m Höhe vorkommt. Die Abgrenzung im Nordosten Chinas zu Dybowskis Frosch (Rana dybowskii) ist jedoch noch unklar. Die IUCN stuft Rana chensinensis aufgrund des großen Verbreitungsgebiets und dem Vorkommen in verschiedenen Lebensräumen als nicht gefährdet (least concern) ein, jedoch den Populationstrend als abnehmend. Im Nordosten Chinas werden die Frösche als Nahrungsmittel und für traditionelle chinesische Medizin gesammelt.